# Michael Kay (commentateur sportif)
Pour les articles homonymes, voir Michael Kay et Kay.
Michael Raymond Kay, Jr., né le 2 février 1961 dans le Bronx, à New York, est un commentateur sportif américain. 
Il est le commentateur principal des matches de l'équipe de baseball des Yankees de New York, tant à la télévision qu'à la radio. Il anime Centerstage sur la chaîne de télévision YES Network, ainsi que l'émission The Michael Kay Show sur WEPN-FM, station new-yorkaise du réseau de radiodiffusion ESPN Radio.
Il est marié à la journaliste et présentatrice de nouvelles Jodi Applegate (en).